# NBA 1999./00.
NBA 1999./00. je bila 54. po redu sezona sjevernoameričke profesionalne košarkaške lige.
U finalnoj seriji doigravanja prvaci Zapadne konferencije Los Angeles Lakersi su omjerom 4:2 pobijedili prvake Istočne konferencije Indiana Pacerse i osvojili svoj 12. naslov u povijesti, prvi nakon sezone 1987./88.

## Poredak po divizijama na kraju regularnog dijela sezone
| Atlantic (Istok)       | Atlantic (Istok) | Atlantic (Istok) | Central (Istok)       | Central (Istok) | Central (Istok) | Midwest (Zapad)            | Midwest (Zapad) | Midwest (Zapad) | Pacific (Zapad)            | Pacific (Zapad) | Pacific (Zapad) |
| ---------------------- | ---------------- | ---------------- | --------------------- | --------------- | --------------- | -------------------------- | --------------- | --------------- | -------------------------- | --------------- | --------------- |
| Momčad                 | Pob              | Por              | Momčad                | Pob             | Por             | Momčad                     | Pob             | Por             | Momčad                     | Pob             | Por             |
| Miami Heat (d)         | 52               | 30               | Indiana Pacers (d)    | 56              | 26              | Utah Jazz (d)              | 55              | 27              | Los Angeles Lakers (d)     | 67              | 15              |
| New York Knicks (d)    | 50               | 32               | Charlotte Hornets (d) | 49              | 33              | San Antonio Spurs (d)      | 53              | 29              | Portland Trail Blazers (d) | 59              | 23              |
| Philadelphia 76ers (d) | 49               | 33               | Toronto Raptors (d)   | 45              | 37              | Minnesota Timberwolves (d) | 50              | 32              | Phoenix Suns (d)           | 53              | 29              |
| Orlando Magic          | 41               | 41               | Detroit Pistons (d)   | 42              | 40              | Dallas Mavericks           | 40              | 42              | Seattle SuperSonics (d)    | 45              | 37              |
| Boston Celtics         | 35               | 47               | Milwaukee Bucks (d)   | 42              | 40              | Denver Nuggets             | 35              | 47              | Sacramento Kings (d)       | 44              | 38              |
| New Jersey Nets        | 31               | 51               | Cleveland Cavaliers   | 32              | 50              | Houston Rockets            | 34              | 48              | Golden State Warriors      | 19              | 63              |
| Washington Wizards     | 29               | 53               | Atlanta Hawks         | 28              | 54              | Vancouver Grizzlies        | 22              | 60              | Los Angeles Clippers       | 15              | 67              |
| *                      | *                | *                | Chicago Bulls         | 17              | 65              | *                          | *               | *               | *                          | *               | *               |

Napomena: (d) - ušli u doigravanje, Pob - pobjede, Por - porazi

## Doigravanje
| Istočna konferencija             | Omjer      |            |
| Prva runda                       | Prva runda | Prva runda |
| -------------------------------- | ---------- | ---------- |
| Indiana (1) - Milwaukee (8)      | 3:2        |            |
| Charlotte (4) - Philadelphia (5) | 1:3        |            |
| New York (3) - Toronto (6)       | 3:0        |            |
| Miami (2) - Detroit (7)          | 3:0        |            |
| Konferencijska polufinala        |            |            |
| Indiana (1) - Philadelphia (5)   | 4:2        |            |
| Miami (2) - New York (3)         | 3:4        |            |
| Konferencijsko finale            |            |            |
| Indiana (1) - New York (3)       | 4:2        |            |

| Zapadna konferencija           | Omjer      |            |
| Prva runda                     | Prva runda | Prva runda |
| ------------------------------ | ---------- | ---------- |
| LA Lakers (1) - Sacramento (8) | 3:2        |            |
| San Antonio (4) - Phoenix (5)  | 1:3        |            |
| Portland (3) - Minnesota (6)   | 3:1        |            |
| Utah (2) - Seattle (7)         | 3:2        |            |
| Konferencijska polufinala      |            |            |
| LA Lakers (1) - Phoenix (5)    | 4:1        |            |
| Utah (2) - Portland (3)        | 1:4        |            |
| Konferencijsko finale          |            |            |
| LA Lakers (1) - Portland (3)   | 4:3        |            |

Napomena: u zagradi je plasman unutar konferencije

## Finalna serija
| Utakmica                    | Omjer |
| --------------------------- | ----- |
| Indiana (I) - LA Lakers (Z) | 2:4   |

Napomena: (I) - pobjednik Istočne konferencije, (Z) - pobjednik Zapadne konferencije

## Nagrade za sezonu 1999./00.
| Nagrada            | Osvajač                   | Momčad                        |
| ------------------ | ------------------------- | ----------------------------- |
| Najkorisniji igrač | Shaquille O'Neal          | Los Angeles Lakers            |
| Novajlija godine   | Elton Brand/Steve Francis | Chicago Bulls/Houston Rockets |
| Trener godine      | Doc Rivers                | Orlando Magic                 |